# Ефимовцы (Омутнинский район)
Ефи́мовцы — опустевшая деревня в Омутнинском районе Кировской области. Входит в Залазнинское сельское поселение.

## География
Находится на расстоянии примерно 14 километров по прямой на восток-северо-восток от районного центра города Омутнинск в трех километрах к северо-востоку от деревни Шумайлово.

## История
Известна с первой половины XIX века. В 1834 году проживало 35 человек, в 1858 - 73. В 1891 году учтено дворов 15 и жителей 99, в 1926 26 и 180 соответственно. В советское время работал колхоз им.Калинина, «Строитель» и «Дружба». В 2010 году еще проживала последняя жительница деревни. В 2020 году уже была опустевшей.

## Население
Постоянное население  составляло 1 человек (русские 100%) в 2002 году, 1 в 2010 .